# Lambhouse: The Collection 1991–1998
Lambhouse: The Collection 1991–1998 es el segundo álbum recopilatorio de Unsane, lanzado en 2003 por Relapse Records. Es un CD/DVD que recopila los grandes éxitos además de una colección de shows en directo y todos los videos promocionales de la banda hasta el momento.

## Recepción
Eduardo Rivadavia de Allmusic dijo acerca del álbum: "A lo largo de 24 devastadoras pistas extraídas de cada uno de los maravillosos álbumes de la banda, uno es aspirado en el desesperante y doloroso mundo de Unsane [...] La parte del DVD de esta serie es aún más impresionante, ya que ofrece otros 23 clips extraídos durante una década de trayectoria."

## Track listing
1. "Over Me"
2. "Committed"
3. "Wait to Lose"
4. "Sick"
5. "Hazmat"
6. "Lead"
7. "Empty Cartridge"
8. "Blew"
9. "Can't See"
10. "Out"
11. "Alleged"
12. "Scrape"
13. "Broke"
14. "Straight"
15. "Body Bomb"
16. "My Right"
17. "Streetsweeper"
18. "Urge to Kill"
19. "This Town"
20. "Vandal X"
21. "Bath"
22. "Organ Doctor"
23. "Craked Up"
24. "Exterminator"

### DVD
Videos musicales
1. "Sick"
2. "Scrape"
3. "Alleged"
4. "Body Bomb"

Vivo en Brooklyn, NY - 2003 (Northsix)
1. "Sick"
2. "Over Me"
3. "Committed"
4. "Lead"
5. "Wait to Lose"
6. "Can't See"
7. "Scrape"
8. "Alleged"
9. "Empty Cartridge"

Vivo en New York City, NY - 1996 (CBGB's)
1. "Straight"
2. "Blew"
3. "No Loss"
4. "Test My Faith"

Vivo en Alburquerque, NM - 1994 (Golden West)
1. "Trench"
2. "Maggot"

Vivo en Cincinnati, OH - 1992 (Sunday Malone's)
1. "Cut"
2. "Broke"
3. "H.L.L."
4. "Vandal-X"

## Créditos
- Beth Blaszczyk – fotografía
- Teresa Gubbins – notas
- Scott Hull – mastering
- Orion Landau – diseño
- James Rexroad – fotografía
- Chris Spencer – fotografía